# 久拉特庫利湖 (薩特卡區)
54°55′00″N 59°12′00″E / 54.9167°N 59.2°E

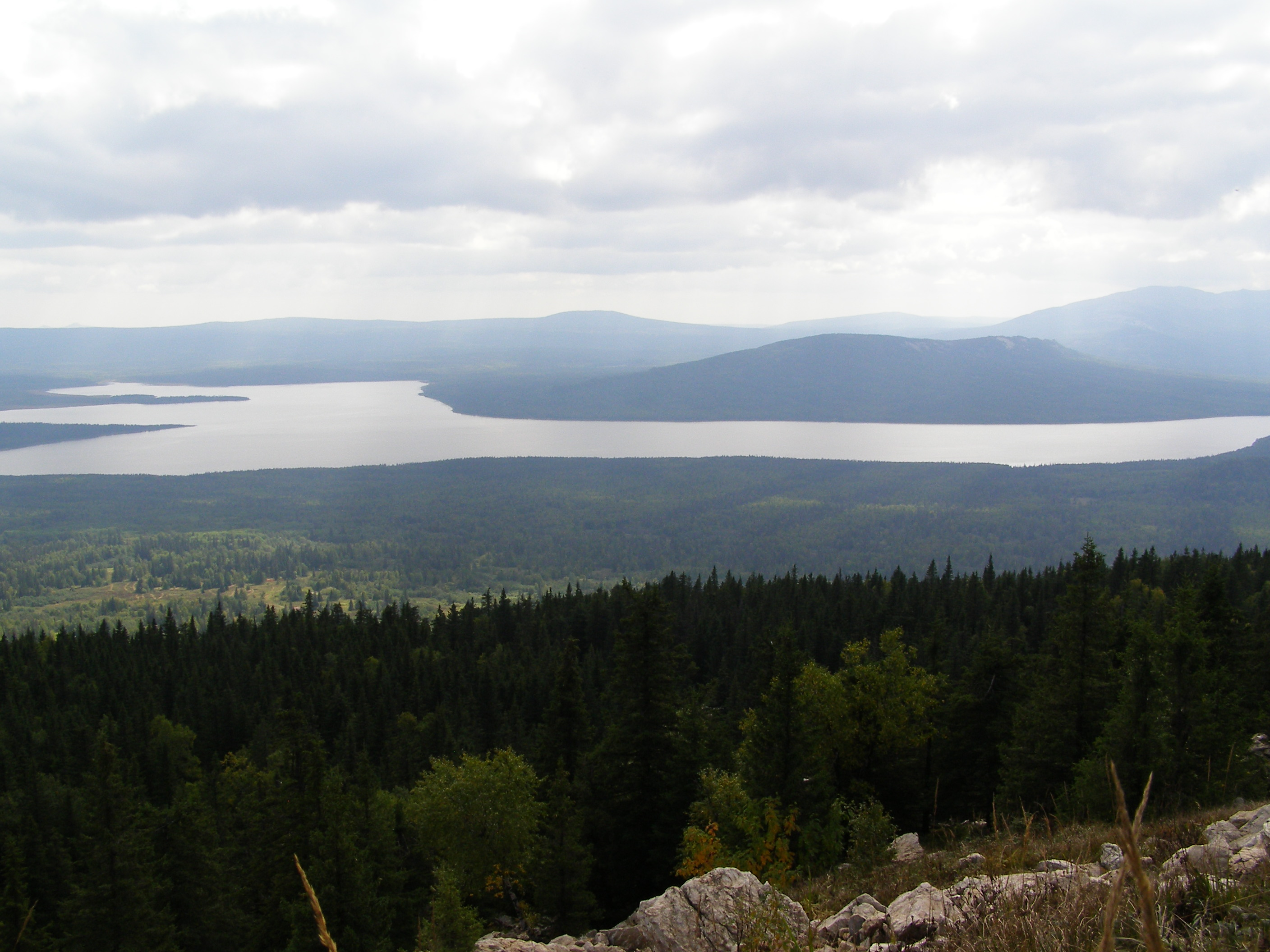

久拉特庫利湖（俄语：Зюраткуль），是俄羅斯的湖泊，位於該國西南部車里雅賓斯克州，由薩特卡區負責管轄，面積13.2平方公里，海拔高度724米，集水區面積178平方公里，平均水深3.4米，最大水深6.5米。